# Troglonethes aurouxi
Troglonethes aurouxi là một loài chân đều trong họ Trichoniscidae. Loài này được Cruz miêu tả khoa học năm 1991.